# 萊蕪戰鬥
萊蕪戰鬥發生於1928年4月13日－4月20日，交戰地點則是在中國魯南，是中華民國北洋政府時期的戰鬥之一。萊蕪戰鬥的交戰雙方，一方為國民革命軍六三師邢震南，另一方北洋一軍卅二師董鴻奎所轄軍隊。

## 參看
- 中華民國北洋政府時期內戰戰鬥列表